# Анамнеза (медицина)
Анамнеза (грч. ανάμνηση — сећање) јесте разговор са болесником у циљу прикупљања свих информација, које су битне за откривање стварне природе болести и тачно постављање дијагнозе. То је медицинска вештина која од испитивача захтева; добро знање, доста времена и стрпљења, а учи се кроз практичан рад. Анамнеза мора да буде потпуна и зато се сва питања постављају по тачно одређеном редоследу. Дужина разговора зависи од стручности испитивача и природе обољења. Током разговора испитивач мора разликовати битне од безначајних података, а постављена питања и прикупљени подаци не смеју нарушавати ауторитет болесника. Зато је за квалитетну анамнезу, неопходно да испитивач стекне поверење код болесника, и на тај начин избегне испуштање значајних података о садашњој болести. Анамнеза је основа и најважнији део поступка за утврђивање болести и многе болести се могу дијагностиковати већ након добро узете анамнезе.
Сматра се да анамнеза има највећи значај у постављању праве дијагнозе (50%-70%). Објективни (физикалан) преглед учествује у постављању дијагнозе са око (20%-30%). Допунска испитивања учествују у постављању дијагнозе са (10%-20%). 
Сви подаци добијени на овај начин, заједно са подацима добијеним током физичког прегледа и допунских испитивања, се бележе у образац који се зове историја болести. Постоји више врста историје болести, које се могу разликовати по форми (да ли су у писаном или електронском облику), али су оне у суштини сличне. Анамнеза у оквиру историје болести садржи следеће делове: генералије, главне тегобе, садашња болест, раније болести, испитивање о садашњем стању (анамнеза по системима), лична анамнеза, породична анамнеза, социјално-епидемиолошки подаци и анамнезни закључак.

## Генералије
Овај део анамнезе (историје болести) садржи опште (административне) податке, значајне за администрацију здравствене установе и вођење евиденције, било да се то ради у писаном или електронском облику и најчешће обухвата следеће генералије;
- презиме и име болесника,
- пол,
- датум и место рођења,
- адресу становања,
- брачно стање,
- занимање,
- датум пријема и отпуста у/из болнице, податке о томе ко плаћа болничке трошкове итд.

Ови подаци нису само сувопарни административни подаци, већ имају и медицински значај. Лекар ове податке може искористити за утврђивање али и за предвиђање тока болести. На пример; 
- старост - болесник који изгледа знатно старије од година живота које има, говори да је његов организам исцрпљен болешћу,
- занимање - може бити од значаја код утврђивања болести, ако се сумња да су оне изазване конкретном професијом (професионалне болести),
- место становања - је значајно када се ради о ендемским болестима које преовладавају у појединим деловима држава или света (ендемске болести),
- брачно стање - може да буде значајно у утврђивању психијатријских болести итд.[3]

## Садашња болест
Сећање на садашњу болест (лат. anamnesis morbi), је један од најзначајнијих делова анамнезе, у коме се врши разрада главних тегоба. У пракси се свакако овом делу анамнезе посвећује посебна пажња, што захтева од лекара добра знања и искуства али и правилан (хумани) приступ болеснику, како би од њега добили најбољи и најискренији одговори. Питања која поставља лекар могу се различито формулисати, али обично се у лекарској пракси најчешће постављају следећа питања;
- На шта се све жалите, због чега долазите лекару, које су ваше главне тегобе?
- Када је болест почела (за сваки симптом понаособ)? Треба инсистирати на што тачнијем термину почетка болести, било да се ради о датуму или час у почетка или годишњем добу, што може бити од значаја у утврђивању болести и процени могућих компликација.
- Са којим знацима и симптомима је болест почела? При чему се анализира сваки знак и симптом и њихове карактеристике, време и редослед јављања итд.
- Како је изгледао ток-развој болести? Како се у току развоја болести неки симптоми и знаци губе а јављају нови, треба јасно расправити са болесником када, шта и као се јавило или изгубило.
- Који су општи симптоми болести? Бројни симптоми одређују тежину и еволуцију болести и зато сваки симптом болести треба детаљно проверити.

Уколико болесник из различитих разлога није у стању да сам пружи све неопходне анамнестичке податке, онда се исти узимају од сродника или других особа (хетероанамнеза).

### Садашње стање по системима
У оквиру анамнезе по системима постављају се питања о; општим појавама, и питања из усмерене анамнезе по системима; (глава и врат, органи за дисање, органи за крвоток, органи за варење, мокраћно-полни органи, кости, зглобови, мишићи, кожа и нервни систем).
- Опште појаве, су анамнезом прикупљени подаци о неспецифичним тегобама, које су карактеристичне за већи број болести као што су; (губитак апетита, малаксалост, слабост, појачано знојење, промене у тоналитету и боји гласа, температура, сувоћа уста, несаница).

- Усмерена анамнеза по системима; има за циљ да прикупи податке о неспецифичним тегобама, које су карактеристичне за већи број органских система као што су;
- Глава и врат. Анамнеза треба да открије и анализира поремећаје на нивоу централног нервног система, чула, лимфних чворова, штитасте жлезде, кичменог стуба итд. Обично се испитују следећи фактори: главобоље (како и када се јављају, локализација, ширење, интензитет, трајање, пропратни симптоми), вртоглавице (vertigo), стање и број зуба, покретљивост врата, стање чула, евентуално увећање лимфатика и тироидне жлезде, присуство бола и сл.
- Дисајни органи. Анамнеза треба да открије; кашаљ, искашљавање, осећај отежаног дисања (dyspnoe), осећај гушења, звучни феномени у току дисања (звиждање, хроптање), болови у грудном кошу, цијаноза, секреција и крварење из носа, искашљавање крви (haemoptysis, haemoptoe) итд.

- Органи за крвоток. У анамнези (кардиоваскуларног система) важни су следећи симптоми: диспнеја, брзо замарање, бол иза грудне кости, напади ноћног гушења, осећај јачег лупања и прескакања срца, оток на ногама (едем), грчеви, несвестице, искашљавање крви, цијаноза, гастроинтестиналне сметње…

- Органи за варење Код ових органа испитују се; сметње при гутању хране, поремећаји апетита, мучнина, повраћање (vomitus, emesis), регургитација, штуцање, подригивање, гађење на храну, надутост, крчање црева, тегобе у пределу ануса, карактеристике столице, пражњење црева (дефекација) итд.

- Мокраћно-полни органи. Анамнеза ових органа треба да открије; бол у пределу бубрега или мокраћне бешике, тегобе при мокрењу (печење, свраб), учестало ноћно мокрење, промене у изгледу и количини мокраће, крв у мокраћи, отоци и сл.

- Кости, зглобови, мишићи и кожа. У анамнези се анализирају промене на кожи, свраб, тегобе при кретању, бол у зглобовима и мишићима, грчеве, промене у покретљивости, замарање, оток, црвенило и друге сличне симптоме.

- Нервни систем. У анамнези је важно установити како пацијент спава (да ли је сан здрав, окрепљујући), да ли се јављају несвестице и колико често, да ли су оне праћене мучнином и повраћањем, да ли особа добро види, чује, осећа мирис, укус и додир, да ли је присутна несигурност у ходу и стајању, да ли пацијент носи наочаре итд.

## Раније болести
У овом делу анамнезе која се још зове лична прошлост болесника или (лат. anamnesis vitae), прикупљају се подаци о личној прошлости пацијента и бележе сви важни подаци о његовим;
- ранијим болестима, почев од најранијег детињства до момента пријема у здравствену установу,
- евентуалним ранијим операцијама,
- повредама,
- болничким лечењима,
- вакцинацијама, поствакциналним реакцијама и прележаним дечјим болестима,
- алергијским појавама,
- првој менструацији, менструалним циклусима, побачајима и порођајима ако се ради о пацијенту женског пола.

### Навике болесника
У прикупљању података о личној прошлости у анамнези се бележе и штетне навике пацијента у погледу пушења, конзумирање алкохола, лекова, злоупотреби опијата (дроге). Наводи се колико дуго пацијент пуши и колико цигарета дневно, кад је евентуално оставио пушење; од када пије, коју врсту и количину алкохола конзумира; које лекове користи или је користио и у којој количини и ритму итд. Такође се уносе подаци везани за хобије, кућне љубимце, неуобичајене навике у исхрани, наводе се опширнији подаци о занимању.

## Породична анамнеза
Здравствено стање ближе родбине пацијента је такође предмет прикупљања података. У породичној анамнези (лат. anamnesis familliae) испитују се и анализирају подаци о болестима у ужој и широј породици, пацијента, који су често веома драгоцени за откривање тачне природе болести. Нарочито су важне информације о болестима у ближој породици (родитељи, браћа и сестре, деца, ујаци, стричеви, тетке, али и супружници). 
Постављају се питања о свим болестима за које наслеђе игра битну улогу: туберкулоза, шећерна болест, хипо- и хипертензија, болести срца, малигнитети, душевне болести, гојазност, хемофилија итд. Питања морају бити директна, јасна и усмерена, јер пацијенти често нерадо говоре или не запажају, одређене болести у породици. 
Значајно место у прикупљању података о породици, имају и случајеви напрасне смрти у породици (када су умрли, од чега су умрли и у којим годинама живота) а у психијатрији и о самоубиствима.

## Социјално-епидемиолошки подаци
Ови подаци се односе на породични, професионални, стамбени и материјални статус, тј. на проблеме које болесник има из једне од ових сфера живота.

## Анамнезни закључак
На основу свих прикупљених података и њихове подробне анализе, у овом делу се изводи закључак о томе о којој се конкретно болести највероватније ради, или у ком смеру диференцијално дијагностички треба усмерити физикални преглед. Он није исто што и дијагноза, али ипак мора да буде прецизан и реалан, (нека врста „радне“ дијагнозе), како би испитивача упутио у даљи ток утврђивања болести, јер тек након целокупно спроведене методологије утврђивања болести следи поуздан и прави закључак - дијагноза.